# Orthodoron
Das Orthodoron, auch Orthodorum, war ein griechisches Längenmaß und wurde von der Handwurzel bis zur Spitze des Mittelfingers gemessen. Das Maß entsprach der kleinen Spanne, die auch dem Abstand zwischen Daumen- und Mittelfingerspitze etwa gleich gerechnet wurde.
- 1 Orthodoron = 11 Daktylen = 7  62/1000 Pariser Zoll
- 1 Orthodoron = 1,1 Lichas = 2 ¾ Palästen = 5,5 Kondylen